# مدول خاص
مدول خاص یک ویژگی مواد است که از مدول الاستیکبر چگالی جرم یک ماده تشکیل شده است. همچنین به عنوان نسبت سفتی به وزن یا سفتی خاص نیز شناخته می شود. مواد با مدول ویژه بالا کاربرد وسیعی در کاربردهای هوافضا دارند که در آن حداقل وزن ساختاری مورد نیاز است. تجزیه و تحلیل ابعادی واحدهای مسافت مجذور در مجذور زمان را به دست می دهد. معادله را می توان به صورت زیر نوشت:
{\displaystyle {\text{specific modulus}}=E/\rho }
جایی که {\displaystyle E} مدول الاستیک است و {\displaystyle \rho } چگالی است.
کاربرد مدول ویژه یافتن موادی است که سازه هایی با حداقل وزن تولید می کنند، زمانی که محدودیت طراحی اولیه انحراف یا تغییر شکل فیزیکی است، نه بار در هنگام شکست - این به عنوان ساختار "سختی محور" نیز شناخته می شود. بسیاری از سازه‌های متداول در بسیاری از موارد استفاده از آن‌ها، مانند بال‌های هواپیما، پل‌ها، دکل‌ها و قاب‌های دوچرخه، سختی محور هستند.
برای تاکید بر موضوع، موضوع انتخاب متریال ساخت هواپیما را در نظر بگیرید. آلومینیوم بدیهی به نظر می رسد زیرا "سبک تر" از فولاد است، اما فولاد قوی تر از آلومینیوم است، بنابراین می توان تصور کرد که از قطعات فولادی نازک تر برای صرفه جویی در وزن بدون از بین بردن استحکام (کششی) استفاده شود. مشکل این ایده این است که سفتی به میزان قابل توجهی قربانی می شود، به عنوان مثال، بال ها اجازه می دهند به طور غیرقابل قبولی خم شوند. از آنجایی که این سفتی است، نه استحکام کششی، که این نوع تصمیم را برای هواپیماها هدایت می کند، می گوییم که آنها سختی محور هستند.
جزئیات اتصال چنین سازه‌هایی ممکن است به دلیل اثرات افزایش‌دهنده تنش، نسبت به مسائل مربوط به استحکام (به جای سختی) حساس‌تر باشد.
مدول ویژه نباید با استحکام خاص اشتباه گرفته شود، اصطلاحی که استحکام را با چگالی مقایسه می کند.

## موارد استفاده

### سفتی خاص در کشش
استفاده از سختی خاص در کاربردهای کششی ساده است. هم سختی در کشش و هم جرم کل برای یک طول معین به طور مستقیم با سطح مقطع نسبت دارند. بنابراین عملکرد یک پرتو در کشش به مدول یانگ تقسیم بر چگالی بستگی دارد.

### سفتی خاص در کمانش و خمش
سختی خاص را می توان در طراحی تیرهای در معرض خمش یا کمانش اویلر استفاده کرد، زیرا خمش و کمانش سختی محور هستند. با این حال، نقشی که چگالی ایفا می کند بسته به محدودیت های مشکل تغییر می کند.

#### تیر با ابعاد ثابت؛ هدف کاهش وزن است
با بررسی فرمول های کمانش و انحراف ، می بینیم که نیروی مورد نیاز برای دستیابی به انحراف معین یا دستیابی به کمانش مستقیماً به مدول یانگ بستگی دارد.
با بررسی فرمول چگالی ، می بینیم که جرم یک تیر به طور مستقیم به چگالی بستگی دارد.
بنابراین اگر ابعاد مقطع تیر محدود باشد و کاهش وزن هدف اولیه باشد، عملکرد تیر به مدول یانگ تقسیم بر چگالی بستگی دارد.

#### تیر با وزن ثابت؛ هدف افزایش سفتی است
در مقابل، اگر وزن تیر ثابت باشد، ابعاد مقطع آن نامحدود باشد، و افزایش سختی هدف اصلی است، عملکرد تیر به مدول یانگ تقسیم بر چگالی مربع یا مکعب بستگی دارد. این به این دلیل است که سختی کلی تیر و در نتیجه مقاومت آن در برابر کمانش اویلر هنگام قرار گرفتن در معرض بار محوری و انحراف در هنگام قرار گرفتن در معرض یک لنگر خمشی ، هم با مدول یانگ ماده تیر و هم با ممان دوم مساحت نسبت مستقیم دارد. ناحیه ممان اینرسی) تیر.
مقایسه فهرست گشتاورهای سطحی اینرسی با فرمول های مساحت ، رابطه مناسبی را برای تیرهایی با پیکربندی های مختلف به دست می دهد.

##### سطح مقطع تیر در دو بعد افزایش می یابد
تیری را در نظر بگیرید که سطح مقطع آن در دو بعد افزایش می یابد، به عنوان مثال یک تیر گرد جامد یا یک تیر مربع جامد.
با ترکیب فرمول های مساحت و چگالی ، می بینیم که شعاع این پرتو تقریباً با معکوس مربع چگالی برای یک جرم معین تغییر می کند.
با بررسی فرمول‌های مساحت ممان اینرسی ، می‌توان دریافت که سختی این پرتو تقریباً به اندازه توان چهارم شعاع تغییر می‌کند.
بنابراین ممان دوم مساحت تقریباً با معکوس چگالی مجذور تغییر خواهد کرد و عملکرد پرتو به مدول یانگ تقسیم بر چگالی مجذور بستگی دارد.

##### سطح مقطع تیر در یک بعد افزایش می یابد
تیری را در نظر بگیرید که سطح مقطع آن در یک بعد افزایش می یابد، به عنوان مثال یک تیر گرد دیوار نازک یا یک تیر مستطیل شکل که ارتفاع آن تغییر می کند اما عرض آن تغییر نمی کند.
با ترکیب فرمول‌های مساحت و چگالی ، می‌توان دید که شعاع یا ارتفاع این پرتو تقریباً با معکوس چگالی برای یک جرم معین تغییر می‌کند.
با بررسی فرمول‌های ناحیه ممان اینرسی ، می‌توان دریافت که سختی این تیر تقریباً به اندازه توان سوم شعاع یا ارتفاع تغییر می‌کند.
بنابراین ممان دوم مساحت تقریباً با معکوس مکعب چگالی متفاوت خواهد بود و عملکرد پرتو به مدول یانگ تقسیم بر چگالی مکعبی بستگی دارد.
با این حال، در استفاده از این معیار باید احتیاط کرد. تیرهای جدار نازک در نهایت با کمانش موضعی و کمانش جانبی پیچشی محدود می شوند. این حالت‌های کمانش به ویژگی‌های مواد به جز سختی و چگالی بستگی دارند، بنابراین متریک مکعبی سختی بیش از چگالی در بهترین حالت نقطه شروعی برای تجزیه و تحلیل است. برای مثال، اکثر گونه‌های چوبی در این معیار امتیاز بهتری نسبت به بسیاری از فلزات دارند، اما با توجه به آسیب‌پذیری بیشتر چوب در برابر کمانش موضعی، بسیاری از فلزات را می‌توان به تیرهای مفید با دیواره‌های بسیار نازک‌تر نسبت به چوب تبدیل کرد. عملکرد تیرهای جدار نازک نیز می تواند با تغییرات نسبتاً جزئی در هندسه مانند فلنج ها و سفت کننده ها تا حد زیادی اصلاح شود.  

### سفتی در مقابل استحکام در خمش
توجه داشته باشید که مقاومت نهایی یک تیر در خمش به مقاومت نهایی ماده و مدول مقطع آن بستگی دارد، نه به سختی و ممان دوم مساحت آن. با این حال، انحراف آن، و در نتیجه مقاومت آن در برابر کمانش اویلر، به این دو مقدار اخیر بستگی دارد.

## سختی خاص تقریبی برای مواد مختلف

سفتی خاص طیف کامل مواد

سفتی ویژه مواد در محدوده 0.9-5.0g/cm ^{3} چگالی و 10-1300سختی GPa

| جنس                                                                           | مدول یانگ (GPA) | چگالی (g/cm3) | مدول یانگ در چگالی؛ سفتی خاص (106 m2s-2) | مدول یانگ در چگالی مجذور (103 m5kg-1s-2) | مدول یانگ در هر مکعب چگالی (m8kg-2s-2) |
| ----------------------------------------------------------------------------- | --------------- | ------------- | ---------------------------------------- | ---------------------------------------- | -------------------------------------- |
| فوم لاتکس، چگالی کم، فشرده سازی 10٪                                           | ۵٫۹×۱۰−۷        | ۰٫۰۶          | ۹٫۸۳×۱۰−۶                                | ۰٫۰۰۰۱۶۴                                 | ۰٫۰۰۲۷۳                                |
| فوم لاتکس، چگالی کم، فشرده سازی 40٪                                           | ۱٫۸×۱۰−۶        | ۰٫۰۶          | ۳×۱۰−۵                                   | ۰٫۰۰۰۵                                   | ۰٫۰۰۸۳۳                                |
| فوم لاتکس، چگالی بالا، فشرده سازی 10٪                                         | ۱٫۳×۱۰−۵        | ۰٫۲           | ۶٫۵×۱۰−۵                                 | ۰٫۰۰۰۳۲۵                                 | ۰٫۰۰۱۶۲                                |
| فوم لاتکس، چگالی بالا، فشرده سازی 40٪                                         | ۳٫۸×۱۰−۵        | ۰٫۲           | ۰٫۰۰۰۱۹                                  | ۰٫۰۰۰۹۵                                  | ۰٫۰۰۴۷۵                                |
| آئروژل سیلیکا ، چگالی متوسط                                                   | ۰٫۰۰۰۳۵         | ۰٫۰۹          | ۰٫۰۰۳۸۹                                  | ۰٫۰۴۳۲                                   | ۰٫۴۸                                   |
| لاستیک (کرنش کوچک)                                                            | ۰٫۰۵۵±0.045     | ۱٫۰۵۵±0.145   | ۰٫۰۵۹±0.051                              | ۰٫۰۶۳۴۵±0.05655                          | ۰٫۰۶۷۹±0.0621                          |
| فوم پلی استایرن منبسط شده (EPS)، چگالی کم                                     | ۰٫۰۰۱۳۷         | ۰٫۰۱۶         | ۰٫۰۸۶                                    | ۵٫۳۵                                     | ۳۳۴                                    |
| سیلیکا آئروژل، چگالی بالا                                                     | ۰٫۰۲۴           | ۰٫۲۵          | ۰٫۰۹۶                                    | ۰٫۳۸۴                                    | ۱٫۵۴                                   |
| فوم پلی استایرن منبسط شده (EPS) با چگالی متوسط                                | ۰٫۰۰۵۲۴         | ۰٫۰۴۸         | ۰٫۱۱                                     | ۲٫۳                                      | ۴۷                                     |
| پلی اتیلن کم چگالی                                                            | ۰٫۲             | ۰٫۹۲۵±0.015   | ۰٫۲۱۵±0.005                              | ۰٫۲۳۵±0.005                              | ۰٫۲۵۵±0.015                            |
| PTFE (تفلون)                                                                  | ۰٫۵             | ۲٫۲           | ۰٫۲۳                                     | ۰٫۱۰                                     | ۰٫۰۴۷                                  |
| فوم آلومینیومی Duocel با دانسیته 8 درصد                                       | ۰٫۱۰۲           | ۰٫۲۱۶         | ۰٫۴۷۲                                    | ۲٫۱۹                                     | ۱۰٫۱                                   |
| فوم پلی استرین اکسترود شده (XPS) با چگالی متوسط (Foamular 400)                | ۰٫۰۱۳۷۸۹        | ۰٫۰۲۸۹        | ۰٫۴۸                                     | ۱۶٫۵                                     | ۵۷۱                                    |
| فوم پلی استرین اکسترود شده (XPS) با چگالی بالا (Foamular 1000)                | ۰٫۰۲۵۵۱         | ۰٫۰۴۸۱        | ۰٫۵۳                                     | ۱۱                                       | ۲۲۹                                    |
| HDPE                                                                          | ۰٫۸             | ۰٫۹۵          | ۰٫۸۴                                     | ۰٫۸۹                                     | ۰٫۹۳                                   |
| فوم مس دوسل با چگالی 8 درصد                                                   | 0.736           | ۰٫۷۱۷         | ۱٫۰۳                                     | ۱٫۴۳                                     | ۲                                      |
| پلی پروپیلن                                                                   | ۱٫۲±0.3         | ۰٫۹           | ۱٫۳۳±0.33                                | ۱٫۴۸±0.37                                | ۱٫۶۵±0.41                              |
| پلی اتیلن ترفتالات                                                            | ۲٫۳۵±0.35       | ۱٫۴۱۲۵±0.0425 | ۱٫۷±0.3                                  | ۱٫۱۷±0.23                                | ۰٫۸۷۵±0.225                            |
| نایلون                                                                        | ۳٫۰±1.0         | ۱٫۱۵          | ۲٫۶±0.9                                  | ۲٫۲۵±0.75                                | ۱٫۹۵±0.65                              |
| پلی استایرن                                                                   | ۳٫۲۵±0.25       | ۱٫۰۵          | ۳٫۱±0.2                                  | ۲٫۹۵±0.25                                | ۲٫۸±0.2                                |
| پلی پروپیلن دو محوره                                                          | ۳٫۲±1.0         | ۰٫۹           | ۳٫۵۶±1.11                                | ۳٫۹۵±1.23                                | ۴٫۳۹±1.37                              |
| تخته فیبر با چگالی متوسط                                                      | ۴               | ۰٫۷۵          | ۵٫۳                                      | ۷٫۱                                      | ۹٫۵                                    |
| فوم تیتانیوم، چگالی کم                                                        | ۵٫۳             | ۰٫۹۹۱         | ۵٫۳۵                                     | ۵٫۴                                      | ۵٫۴۵                                   |
| فوم تیتانیوم، چگالی بالا                                                      | ۲۰              | ۳٫۱۵          | ۶٫۳۵                                     | ۲٫۰۲                                     | ۰٫۶۴                                   |
| شیشه فوم                                                                      | ۰٫۹             | ۰٫۱۲          | ۷٫۵                                      | ۶۲٫۵                                     | ۵۲۱                                    |
| مس (Cu)                                                                       | ۱۱۷             | ۸٫۹۴          | ۱۳                                       | ۱٫۵                                      | ۰٫۱۶                                   |
| برنج و برنز                                                                   | ۱۱۲٫۵±12.5      | ۸٫۵۶۵±0.165   | ۱۳٫۰±2.0                                 | ۱٫۵۵±0.25                                | ۰٫۱۸±0.03                              |
| روی (Zn)                                                                      | ۱۰۸             | ۷٫۱۴          | ۱۵                                       | ۲٫۱                                      | ۰٫۲۹                                   |
| چوب بلوط                                                                      | ۱۱              | ۰٫۷۶±0.17     | ۱۵٫۵±3.5                                 | ۲۲٫۵±9.5                                 | ۳۴٫۰±20.0                              |
| بتن (تحت فشار)                                                                | ۴۰±10           | ۲٫۴           | ۱۷±4                                     | ۶٫۹۵±1.75                                | ۲٫۹±0.7                                |
| پلاستیک تقویت شده با شیشه                                                     | ۳۱٫۶۵±14.45     | ۱٫۸           | ۱۸±8                                     | ۹٫۶۵±4.35                                | ۵٫۴±2.5                                |
| چوب کاج                                                                       | ۸٫۹۶۳           | ۰٫۵۰۵±0.155   | ۲۰±6                                     | ۴۷±26                                    | ۱۲۰±89                                 |
| بالسا، چگالی کم                                                               | ۱٫۴۱            | ۰٫۰۷۱         | ۲۰                                       | ۲۸۰                                      | ۳٬۹۴۰                                  |
| تنگستن (W)                                                                    | ۴۰۰             | ۱۹٫۲۵         | ۲۱                                       | ۱٫۱                                      | ۰٫۰۵۶                                  |
| صنوبر سبز                                                                     | ۸٫۷±0.7         | ۰٫۳۷          | ۲۳٫۵±2                                   | ۶۴±5                                     | ۱۷۲±13                                 |
| اوسمیم (Os)                                                                   | ۵۵۰             | ۲۲٫۵۹         | ۲۴                                       | ۱٫۱                                      | ۰٫۰۴۸                                  |
| بالسا، چگالی متوسط                                                            | ۳٫۸۶            | ۰٫۱۶۳         | ۲۴                                       | ۱۴۵                                      | ۸۹۱                                    |
| فولاد                                                                         | ۲۰۰             | ۷٫۹±0.15      | ۲۵±0.5                                   | ۳٫۲±0.1                                  | ۰٫۴۱±0.02                              |
| آلیاژهای تیتانیوم                                                             | ۱۱۲٫۵±7.5       | ۴٫۵           | ۲۵±2                                     | ۵٫۵۵±0.35                                | ۱٫۲۳±0.08                              |
| بالسا، چگالی بالا                                                             | ۶٫۵۷            | ۰٫۲۶۵         | ۲۵                                       | ۹۴                                       | ۳۵۳                                    |
| فرفورژه                                                                       | ۲۰۰±10          | ۷٫۷±0.2       | ۲۶±2                                     | ۳٫۳۵±0.35                                | ۰٫۴۴۵±0.055                            |
| فلز منیزیم (Mg)                                                               | ۴۵              | ۱٫۷۳۸         | ۲۶                                       | ۱۵                                       | ۸٫۶                                    |
| آلومینیوم                                                                     | ۶۹              | ۲٫۷           | ۲۶                                       | ۹٫۵                                      | ۳٫۵                                    |
| صنوبر سیتکا خشک                                                               | ۱۰٫۴±0.8        | ۰٫۴           | ۲۶±2                                     | ۶۵±5                                     | ۱۶۲±12                                 |
| شیشه و سرامیک ماشینی ماکور                                                    | ۶۶٫۹            | ۲٫۵۲          | ۲۶٫۵۵                                    | ۱۰٫۵۳                                    | ۸٫۱۴                                   |
| کوردیریت                                                                      | ۷۰              | ۲٫۶           | ۲۶٫۹                                     | ۱۰٫۴                                     | ۳٫۹۸                                   |
| شیشه                                                                          | ۷۰±20           | ۲٫۶±0.2       | ۲۸±10                                    | ۱۱٫۲±4.8                                 | ۴٫۴±2.1                                |
| مینای دندان (عمدتاً کلسیم فسفات)                                               | ۸۳              | ۲٫۸           | ۳۰                                       | ۱۱                                       | ۳٫۸                                    |
| فیبر E-Glass                                                                  | ۸۱              | ۲٫۶۲          | ۳۱                                       | ۱۲                                       | ۴٫۵                                    |
| مولیبدن (Mo)                                                                  | ۳۲۹             | ۱۰٫۲۸         | ۳۲                                       | ۳٫۱                                      | ۰٫۳۰                                   |
| الیاف بازالت                                                                  | ۸۹              | ۲٫۷           | ۳۳                                       | ۱۲                                       | ۴٫۵                                    |
| زیرکونیا                                                                      | ۲۰۷             | ۶٫۰۴          | ۳۴٫۳                                     | ۵٫۶۷                                     | ۰٫۹۳۹                                  |
| کاربید تنگستن (WC)                                                            | ۵۵۰±100         | ۱۵٫۸          | ۳۴٫۵±6.5                                 | ۲٫۲±0.4                                  | ۰٫۱۳۵±0.025                            |
| فیبر S-Glass                                                                  | ۸۹              | ۲٫۵           | ۳۶                                       | ۱۴                                       | ۱۴                                     |
| فیبر کتان                                                                     | ۴۵±34           | ۱٫۳۵±0.15     | ۳۶٫۶۵±29.35                              | ۳۰±25                                    | ۲۵±21                                  |
| گارنت آهن ایتریوم تک کریستالی (YIG)                                           | ۲۰۰             | ۵٫۱۷          | ۳۹                                       | ۷٫۵                                      | ۱٫۴                                    |
| آلومینیوم (کشش)                                                               | ۵۵٫۵            | ۱٫۳           | ۴۲٫۷                                     | ۳۲٫۸                                     | ۲۵٫۳                                   |
| کولار 29 (فقط کششی)                                                           | ۷۰٫۵            | ۱٫۴۴          | ۴۹                                       | ۳۴                                       | ۲۴                                     |
| استاتیت L-5                                                                   | ۱۳۸             | ۲٫۷۱          | ۵۰٫۹                                     | ۱۸٫۸                                     | ۶٫۹۳                                   |
| مولایت                                                                        | ۱۵۰             | ۲٫۸           | ۵۳٫۶                                     | ۱۹٫۱                                     | ۶٫۸۳                                   |
| Dyneema SK25 پلی اتیلن فوق العاده با وزن مولکولی (فقط کششی)                   | ۵۲              | ۰٫۹۷          | ۵۴                                       | ۵۵                                       | ۵۷                                     |
| بریلیم، تخلخل 30٪                                                             | ۷۶              | ۱٫۳           | ۵۸٫۵                                     | ۴۵                                       | ۳۴٫۶                                   |
| کولار 49 (فقط کششی)                                                           | ۱۱۲٫۴           | ۱٫۴۴          | ۷۸                                       | ۵۴                                       | ۳۸                                     |
| سیلیکون                                                                       | ۱۸۵             | ۲٫۳۲۹         | ۷۹                                       | ۳۴                                       | ۱۵                                     |
| الیاف آلومینیوم (Al2O3)                                                       | ۳۰۰             | ۳٫۵۹۵±0.315   | ۸۴±7                                     | ۸۴±7                                     | ۶٫۷۶±1.74                              |
| سیالون 501 نیترید سیلیکون                                                     | ۳۴۰             | ۴٫۰۱          | ۸۴٫۸                                     | ۲۱٫۱                                     | ۵٫۲۷                                   |
| یاقوت کبود                                                                    | ۴۰۰             | ۳٫۹۷          | ۱۰۱                                      | ۲۵٫۴                                     | ۶٫۳۹                                   |
| آلومینا                                                                       | ۳۹۳             | ۳٫۸           | ۱۰۳                                      | ۲۷٫۲                                     | ۷٫۱۶                                   |
| پلاستیک تقویت شده با فیبر کربن (الیاف 70:30: ماتریس، یک طرفه، در امتداد دانه) | ۱۸۱             | ۱٫۶           | ۱۱۳                                      | ۷۱                                       | ۴۴                                     |
| Dyneema SK78/ Honeywell Spectra 2000 UHMWPE (فقط کششی)                        | ۱۲۱±11          | ۰٫۹۷          | ۱۲۵±11                                   | ۱۲۸±12                                   | ۱۳۲±12                                 |
| کاربید سیلیکون (SiC)                                                          | ۴۵۰             | ۳٫۲۱          | ۱۴۰                                      | ۴۴                                       | ۱۴                                     |
| بریلیم (Be)                                                                   | ۲۸۷             | ۱٫۸۵          | ۱۵۵                                      | ۸۴                                       | ۴۵                                     |
| فیبر بور                                                                      | ۴۰۰             | ۲٫۵۴          | ۱۵۷                                      | ۶۲                                       | ۲۴                                     |
| الماس (C)                                                                     | ۱٬۲۲۰           | ۳٫۵۳          | ۳۴۷                                      | ۹۸                                       | ۲۸                                     |
| فیبر کربن Dupont E130                                                         | ۸۹۶             | ۲٫۱۵          | ۴۱۷                                      | ۱۹۴                                      | ۹۰                                     |

## همچنین ببینید
- قدرت خاص